# 314 (číslo)
Tři sta čtrnáct je přirozené číslo, které následuje po čísle tři sta třináct a předchází číslu tři sta patnáct. Římskými číslicemi se zapisuje CCCXIV a řeckými číslicemi τιδ.

## Matematika
314 je:
- Poloprvočíslo
- Nešťastné číslo
- Nepříznivé číslo

## Astronomie
- (314) Rosalia je planetka hlavního pásu, kterou objevil v roce 1891 Auguste Charlois

## Doprava
- Silnice II/314 je česká silnice II. třídy vedoucí na trase Dolní Dobrouč – Horní Čermná[1]

## Roky
- 314
- 314 př. n. l.